# Good Feeling (album)
Pour les articles homonymes, voir Good Feeling.
Albums de Travis
The Man Who
(1999)
Good Feeling est le 1er album pop rock du groupe écossais Travis, sorti le 9 septembre 1997, chez Sony.

## Liste des titres
Toutes les chansons ont été écrites par Fran Healy.
1. All I Want to Do Is Rock – 3:52
2. U16 Girls – 4:00
3. The Line Is Fine – 4:04
4. Good Day to Die – 3:17
5. Good Feeling – 3:24
6. Midsummer Nights Dreamin' – 3:54
7. Tied to the 90's – 3:08
8. I Love You Anyways – 5:30
9. Happy (Travis song)|Happy – 4:15
10. More Than Us – 3:56
11. Falling Down – 4:17
12. Funny Thing – 5:22

## Personnel
- Francis Healy : chant, guitare, piano
- Andy Dunlop : guitare
- Dougie Payne : basse
- Neil Primrose : batterie